# Andrew Schultz
Andrew Schultz   (Adelaida, 18 d'agost de 1960) és un aclamat compositor clàssic australià.
Músic amb una producció àmplia i àmpliament interpretada i amb un àmbit d'activitat internacional que viu des de 2008 a Sydney, Nova Gal·les del Sud. Va estudiar a les universitats de Queensland i Pennsilvània i al King's College de Londres i ha rebut nombrosos premis, premis i beques com un Fulbright Award (1982), l'Albert H. Maggs Composition Award (1985), el Grand Prix, Érapera-Bastilla (1991), el premi APRA de composició clàssica de l'any (1993), el premi Schueler (2007), el premi Paul Lowin (2009) i la Comissió Simfònica del Centenari de Canberra (2012). És llicenciat en música (Hons), màster en música i doctor en filosofia en composició musical.
Les seves composicions cobreixen una àmplia gamma de treballs de música de cambra, orquestrals i vocals i han estat interpretades, enregistrades i difoses àmpliament per grups i músics líders a nivell internacional. Ha ocupat nombrosos encàrrecs, incloses les de les principals orquestres australianes, i cinc beques d'artistes de "l'Australian Council for the Arts".
Schultz ha escrit diverses obres a gran escala, incloent tres simfonies i tres òperes. Les òperes - Black River (1989), Going into Shadows (2001) i The Children's Bach (2008) - s'han presentat en directe i en pel·lícules a tot el món (vegeu: Black River). Altres obres importants són Concert per a violí (1996), Journey to Horseshoe Bend  (2003, basat en el llibre de Ted Strehlow), Song of Songs (2004) i To the evening star (2009). Cadascuna d'aquestes obres ha estat enregistrada, i de la mateixa manera que moltes altres de les seves obres de cambra i orquestrals s'han publicat en disc compacte o en línia. Journey to Horseshoe Bend i Black River es consideren innovadors en els seus temes rellevants socialment i en el seu ús d'intèrprets indígenes per donar suport a narratives que engloben el xoc de cultures autòctones i de colons a Austràlia.
Schultz ha ocupat residències i càrrecs acadèmics al Regne Unit, França, els EUA, Canadà i Austràlia. És professor de música a la Universitat de Nova Gal·les del Sud a Sydney (Austràlia) i havia estat anteriorment professor de composició a la Universitat de Wollongong (Austràlia) i cap de composició i estudis musicals a la "Guildhall School of Music and Drama", Londres.